# Hal Lindes
Hal Andrew Lindes (Monterey (Californië), 30 juni 1953) is een Engels-Amerikaans gitarist en componist. In 1979 speelde hij met de band Darling en gaf daar een album mee uit: Put It Down To Experience. In 1980 voegde hij zich bij de Britse rockband Dire Straits. Hij verliet deze band, na een paar albums te hebben gemaakt, in 1985 vanwege onenigheid over geld. Hij heeft tevens voor vele films de muziek gecomponeerd.
Naast zijn werk voor Dire Straits heeft Lindes ook meegespeeld op het eerste soloalbum van de Schotse singer-songwriter Fish: Vigil In a Wilderness of Mirrors.

## Discografie

### Darling
- Put It Down To Experience (1979)

### Dire Straits
- Love over Gold (1982)
- ExtendedancEPlay (1983)
- Alchemy (1984)
- Money for Nothing (compilatie) (1988)
- Live at the BBC (livealbum) (1995)
- Sultans of Swing: The Very Best of Dire Straits (compilatie) (1998)
- The Best of Dire Straits & Mark Knopfler: Private Investigations (compilatie) (2005)

### Andere
- Local Hero (met Mark Knopfler) (1983)
- Private Dancer (met Tina Turner (1985)
- Vigil in a wilderness of mirrors (met Fish) (1989)
- Yin (met Fish) (1995)
- Yang (met Fish) (1995)
- Here We Go Again (met Steve Ewing) (2002)
- Midnight Blue (met Twiggy) (2003)